# Anopheles meraukensis
Anopheles meraukensis är en tvåvingeart som beskrevs av Willem George Venhuis 1932. Anopheles meraukensis ingår i släktet Anopheles och familjen stickmyggor. Inga underarter finns listade i Catalogue of Life.